# Mauricio Nicolas Fernández
Mauricio Nicolas Fernández (Villa Ballester, Buenos Aires, Argentina 28 de septiembre de 1994) conocido deportivamente como Mauricio Fernández es un futbolista argentino que juega como centrocampista. Actualmente forma parte del Dubai City FC de la División 1 de EAU.

## Trayectoria deportiva
Desde muy temprana edad Mauricio se formó en la práctica del balompié en el Deportivo Villa Concepción de su natal Partido de General San Martín donde permaneció por ocho campañas. Después estuvo por dos cursos en las bases del Club Atlético Chacarita Juniors para más tarde, con catorce años, ingresar en las categorías inferiores del Club Atlético Colegiales donde siguió su desarrollo hasta finalizar su etapa formativa con el combinado juvenil.
En la temporada 2013/2014 firma contrato profesional convirtiéndose en miembro del primer equipo del Club Atlético Colegiales por los siguientes dos cursos, debutando con 19 años en la Primera B (Argentina) el 22 de marzo de 2014 en el encuentro que los enfrentó ante el Club Atlético Atlanta. Durante ese periodo el futbolista disputó un total de 31 encuentros oficiales.
En junio de 2015 Mauricio renueva por tres campañas en el Club Atlético Colegiales para en 2016 ser cedido al Independiente Chañar compitiendo en la Copa Santa Fe. Tres meses después regresa al Club Atlético Colegiales y en 2017 es de nuevo cedido, a temporada completa, al Club Studebaker de Santa Fe para competir en la Liga Venadense de Fútbol.
Llegado junio de 2018 finaliza su vinculación con el Club Atlético Colegiales y prosigue con su carrera deportiva en el Club Studebaker de Santa Fe por un nuevo curso. La campaña siguiente, la 2019/2020, Mauricio se une a las filas del Club Atlético Macachín para competir esos años en la Liga Pampeana de Fútbol y en 2020 recala en el Club Atlético Trocha de la Liga Mercedina de Fútbol donde permaneció durante dos campañas.
De cara a la temporada 2022/2023, el futbolista firma contrato profesional por un curso pasando a formar parte del Dubai City Football Club para competir en la División 1 de EAU, haciendo su debut oficial en la segunda división nacional de fútbol de Emiratos Árabes Unidos el 24 de septiembre de 2022 en el encuentro correspondiente a la segunda jornada del campeonato en el empate 1-1 donde se enfrentaron ante Fujairah Football Club.

## Carrera deportiva

### Clubes
| Club                             | País                   | Año               |
| -------------------------------- | ---------------------- | ----------------- |
| Club Atlético Colegiales U19     | Argentina              | 2010 - 2013       |
| Club Atlético Colegiales         | Argentina              | 2013 - 2018       |
| Indpnt. Santa Fe Chañar (cedido) | Argentina              | 2016              |
| Club Studebaker (cedido)         | Argentina              | 2017              |
| Club Atlético Colegiales         | Argentina              | 2017 - 2018       |
| Club Studebaker                  | Argentina              | 2018 - 2019       |
| Club Atlético Macachín           | Argentina              | 2019 – 2020       |
| Club Atlético Trocha             | Argentina              | 2020 - 2022       |
| Dubai City FC                    | Emiratos Árabes Unidos | 2022 – Actualidad |